# Pfarrhaus (Allmannshofen)

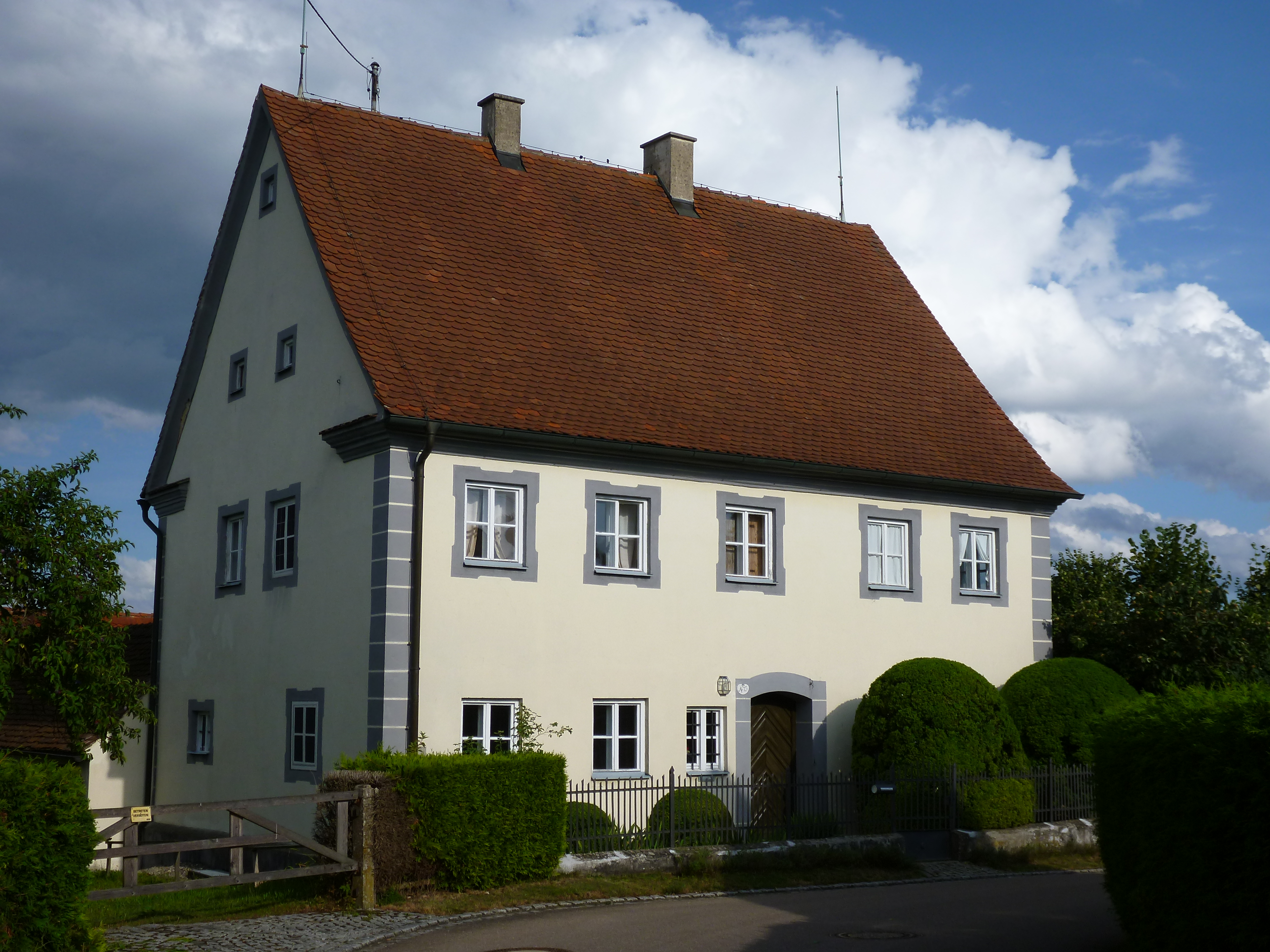
Pfarrhaus in Allmannshofen

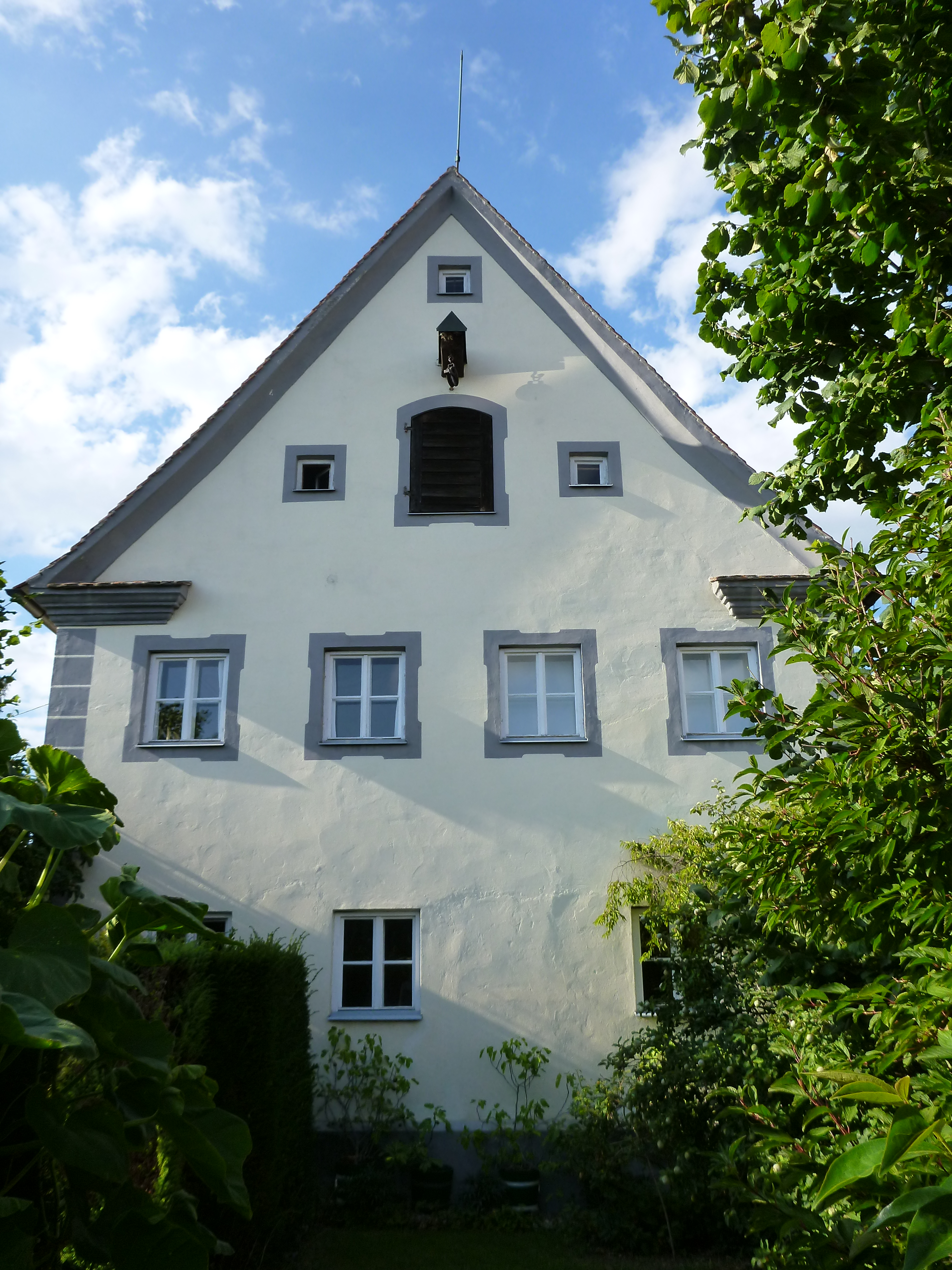
Südliche Giebelseite mit Ladeluke und Aufzugsbalken

Das Pfarrhaus in Allmannshofen, einer Gemeinde im Landkreis Augsburg im bayerischen Regierungsbezirk Schwaben, wurde im ersten Drittel des 18. Jahrhunderts errichtet. Das Pfarrhaus an der Kirchstraße 15 ist ein geschütztes Baudenkmal.
Der zweigeschossige Satteldachbau besitzt fünf Fensterachsen an den Langseiten und unterschiedliche Fenster an den Giebelseiten. Das Portal ist schlicht ausgeführt. Eine Ladeluke mit Aufzugsbalken ist an einer Giebelseite erhalten.
Der Pfarrstadel, ein Satteldachbau aus der ersten Hälfte des 18. Jahrhunderts, ist durch nördliche Anbauten mit dem Pfarrhaus verbunden.